# Phloeosinus rudis
Phloeosinus rudis is in Nederland een exoot uit Azië en staat bekend als de Japanse thujabastkever. De Universiteit van Wageningen werd in 2004 ingelicht over de aanwezigheid van deze kever na de dood van een 60 jaar oude Thuja occidentalis. Deze kever van 2 à 3 millimeter maakt gangetjes onder de bast. De sapstroom in de boom komt tot stilstand en de boom sterft. Ook andere planten zoals haagconiferen en jeneverbes zijn het slachtoffer.